# Eusebio Sanz Asensio
Eusebio Sanz Asensio va ser un anarquista i militar espanyol.

## Biografia
Membre de la Confederació Nacional del Treball (CNT), després de l'esclat de la Guerra civil es va unir a les milícies confederals i després a l'Exèrcit republicà. Membre de la columna del Rosal, va arribar a manar un batalló anarquista que va actuar a la serra de Gredos i a Somosierra. Va destacar en la defensa de Madrid.
El gener de 1937 va ser nomenat comandant de la 70a Brigada Mixta, al capdavant de la qual va prendre part en la batalla del Jarama. Temps després va ser enviat a la zona nord, on va manar la 3a Brigada santanderina —més endavant canviada de nom a 168a Brigada Mixta—; al capdavant d'aquesta unitat va prendre part en la batalla de Santander, intentant frenar l'avanç franquista. Posteriorment, després de la caiguda del front nord, tornaria a la zona centro-sud. Va arribar a manar les divisions 25a i 22a, intervenint en diverses operacions militars durant la campanya de Llevant.